# نقش جبل سيس
نقش جبل سيس هو نقش عربي صخري صغير يعود تاريخه إلى عام 528 م، ويقع في موقع جبل سايس، وهو بركان قديم في أراضي السهوب البازلتية في جنوب سوريا. وهو مكتوب بالخط العربي القديم. لا يُعرف من سوريا سوى نقشين آخرين مكتوبين بالخط العربي القديم: نقش زبد ، الذي يعود تاريخه إلى عام 512، ونقش حران الذي يعود تاريخه إلى عامي 567-568. كل الثلاثة مرتبطون بالغساسنة. أما بقية النقوش العربية في سوريا فهي مكتوب بخطوط أخرى مثل نقش النمارة.

## النص
يأتي النص والترجمة التاليان من طبعة عام 2015 من النقش.
الترجمة الحرفية
1. إنه رقم بمعرفة العوسي 
2. ارسل-ني-الح-ر-الملك إلى
3. سيس حرس عا
4. 4x100+20+1+1+1
ترجمة
1. أنا رقيم بن معارف الأوسي
2. أرسلني الملك الحارث إلى
3. عسيس، حارس حدود، [في] العام [عسيس هو ربما اسم الجبل قديمًا]

 4. 423 [تعادل بالميلادي 528/9].

## التأريخ
يشير النقش إلى السنة التي كتب فيها، وقد قُرئ تلك السنة بطريقتين من الخبراء. في قراءة تقرأ 423، وفي قراءة أخرى تقرأ 428. العصر المشار إليه هو عصر تأسيس المقاطعة الرومانية في البتراء العربية في عام 106 م، والمعروف باسم العصر البستري، ثم إن التاريخ يتوافق إما مع عام 528 م أو 532/3 م في التقويم الغريغوري.

## الاكتشاف والسياق
نُشر النقش لأول مرة في صورة طبق الأصل بدون صورة فوتوغرافية صورها محمد أبو الفرج العش في عام 1964. وفي عام 1971، أعاد أدولف جروهمان نشرها مع نسخة طبق الأصل وصورة فوتوغرافية.
يعد نقش جبل سيس واحدًا من ستة نقوش تقدم بوضوح اسم أحد حكام الغساسنة ( الملك)، على الرغم من أن اثنين آخرين قد يذكرونهم. اُكتُشف ثلاثة منها في موقعها الأصلي، في حين اُكتُشف الثلاثة الأخرى، بما في ذلك نقش جبل سيس، في موقع ثانوي. نُقشَت كلمات نقش جبل عسيس على حجر منحوت بالقرب من قمة أحد البراكين. إن المنشأة العسكرية الموصوفة بالنقش غير معروفة من السياق الذي وجدت فيه، ولكن على الرغم من هذا فإن النقش هو الدليل المادي الوحيد لسيطرة الجافنيين الإقليمية.

## التفسير
يزعم النقش أنه كاتبه هو "رقيم بن معارف العوسي" أرسله الزعيم الغساسنة (الفيلارخ) الحارث بن جبلة ليعمل حارس حدود في جبل سيس.
يحتوي نقش جبل سيس على شكل نحوي مماثل لنقش حران (الموضوع (الشخص الأول المفرد ضمير شخصي) / التعليق؛ "أنا كذا وكذا، لقد فعلت كذا وكذا")، وهو نقش آخر كتب بعد بضعة عقود أيضًا بالخط العربي القديم.

## طالع أيضًا
- نقش ري الزلالة
- نقش حران